# Homomorfiestelling
In de abstracte algebra, een deelgebied van de wiskunde, legt de homomorfiestelling het verband tussen de structuur van twee wiskundige objecten, waartussen een homomorfisme is gegeven, en de kern en het beeld van het homomorfise.
De homomorfiestelling wordt gebruikt om de isomorfismestellingen te bewijzen.

## Groepstheoretische versie
Stel {\displaystyle G} en {\displaystyle H} zijn twee groepen, {\displaystyle f:G\to H} een groepshomomorfisme en {\displaystyle N} een normaaldeler in {\displaystyle G} en laat {\displaystyle \varphi } het natuurlijke surjectieve homomorfisme {\displaystyle G\to G/N} zijn. 
Als {\displaystyle N} een deelverzameling is van de kern van {\displaystyle f,} bestaat er een uniek homomorfisme {\displaystyle h:G/N\to H} zodanig dat {\displaystyle f=h\varphi .}
De situatie wordt beschreven door het onderstaande commutatieve diagram
Door voor {\displaystyle N=\mathrm {Ker} (f)} te nemen, volgt direct de eerste isomorfismestelling.
Bewijs
Voor {\displaystyle h} moet gelden {\displaystyle h(aN)=h(\varphi (a))=f(a)}. Wil dit een welgedefinieerde functie zijn, dan moet het beeld onafhankelijk zijn van de representant van een nevenklasse. Inderdaad geldt:  
als {\displaystyle aN=bN}, dan is {\displaystyle b^{-1}a\in N} dus {\displaystyle f(b^{-1}a)=e}, met {\displaystyle e} het eenheidselement, zodat {\displaystyle f(a)=f(b)}
en dus is ook:
{\displaystyle h(aN)=f(a)=f(b)=h(bN).}
Verder is:
{\displaystyle h(aNbN)=h(abN)=f(ab)=f(a)f(b)=h(aN)h(bN),}
dus {\displaystyle h} is een homomorfisme, en als
{\displaystyle g=f(a)\in f(G)}, dan is {\displaystyle h(aN)=f(a)=g}
dus {\displaystyle h} is surjectief op {\displaystyle f(G)}
Ook is {\displaystyle h} uniek, want stel
{\displaystyle k:G/N\to H}, met {\displaystyle k(aNbN)=k(aN)k(bN)}.
dan is
{\displaystyle k(\varphi (a))=k(aN)=f(a)=h(aN)}

## Andere versies
Soortgelijke stellingen zijn er voor monoïdes, vectorruimten, modules en ringen.

## Websites
- (en)  ProofWiki. First Isomorphism Theorem.
- (en)  ProofWiki. Second Isomorphism Theorem.
- (en)  ProofWiki. Third Isomorphism Theorem.